# Alejandro Cárdenas
Alejandro Manuel Cárdenas Robles (Hermosillo, Sonora, 4 de setembro de 1974) é um antigo atleta mexicano que se notabilizou internacionalmente em corridas de 400 metros. O seu maior feito foi a conquista da medalha de bronze nos Campeonatos Mundiais de 1999, em Sevilha, cuja final de 400 metros percorreu em 44.31 s, que ainda hoje (em 2013) é recorde nacional mexicano.
Depois de participar no quarteto da estafeta 4 x 100 metros nos Jogos Olímpicos de 1992, Cárdenas enveredou pelo decatlo, de que foi praticante durante algum tempo. Em meados da década de 1990, optou definitavemente pelos 400 metros, tornando-se num dos melhores especialistas mundiais da corrida da volta à pista na viragem do século. E foi naquela distância que participou em três Olimpíadas, nas quais nunca se conseguiu apurar para as finais: quinto, com 45.33 s, nos quartos de final dos Jogos de 1996, 6º, com 45.66 s, nos quartos de final dos Jogos de 2000 e 5º, com 45.64 s, nas semi-finais dos Jogos de 2004.
Cárdenas foi campeão ibero-americano de 400 metros e da estafeta 4 x 400 metros em 1998, em Lisboa.
É casado com a ex-saltadora em altura María Romary Rifka, de quem tem uma filha também chamada Romary.